# Giovanna Scoccimarro
Giovanna Scoccimarro (* 10. November 1997 in Gifhorn) ist eine deutsche Judoka in der Gewichtsklasse bis 70 kg. Die Trägerin des 3. Dan wird von Miguel Ogando Lopes und Gottfried Burucker trainiert.

## Sportliche Karriere
Giovanna Scoccimarro begann bereits als Kind mit dem Judosport, ebenso wie ihre Brüder. Ihr erster Verein war der MTV Vorsfelde, dem sie weiterhin treu blieb, als sie Judo als Leistungssport betrieb.
2014 siegte Scoccimarro bei den Kadetten-Europameisterschaften in Athen. 2015 belegte sie den fünften Platz bei den U21-Weltmeisterschaften. Bei den Europameisterschaften 2017 in Warschau bezwang sie im Halbfinale die Kroatin Barbara Matić und erhielt die Silbermedaille hinter der Niederländerin Sanne van Dijke. Ein halbes Jahr nach den Europameisterschaften siegte sie bei den U21-Weltmeisterschaften in Zagreb. 2018 gewann Giovanna Scoccimarro im Finale der Deutschen Meisterschaften gegen Sarah Mäkelburg. 2019 erreichte sie beim Grand-Slam-Turnier in Brasília das Finale und unterlag der Kolumbianerin Yuri Alvear.
Scoccimarro wurde für die Olympischen Sommerspiele 2020 in Tokio nominiert. Am 28. Juli 2021 traf sie im Nippon Budōkan in ihrem ersten Kampf auf Elvismar Rodríguez aus Venezuela und siegte durch einen mit Waza’ari bewerteten O-uchi-gari. Durch den nächsten Sieg mit Ippon über Aoife Coughlan aus Australien kam sie ins Viertelfinale, unterlag hier aber der Japanerin Chizuru Arai, der nachmaligen Olympiasiegerin: Diese erzielte zweimal eine Waza'ari-Wertung mit Tai-otoshi und Tate-shiho-gatame und beendete den Kampf damit vorzeitig (Ippon). In der Hoffnungsrunde siegte Giovanna Scoccimarro durch einen mit Ippon bewerteten Tsuri-komi-goshi im Golden Score über die Griechin Elisavet Teltsidou und wahrte dadurch ihre Chance auf Platz 3. Im Kampf um die Bronzemedaille unterlag sie der Niederländerin Sanne van Dijke, die im Golden Score durch O-goshi erfolgreich war (Ippon), und beendete den Wettkampf als Fünfte. Im Mixed-Mannschaftswettbewerb gewann die deutsche Mannschaft eine Bronzemedaille. Scoccimarro wurde im Kampf um Bronze eingesetzt. Deshalb erhielt sie – wie die übrigen Mitglieder der deutschen Mixed-Mannschaft – am 8. November 2021 vom Bundespräsidenten das Silberne Lorbeerblatt.
Im November 2021 siegte Scoccimarro beim Grand Slam in Abu Dhabi. Nachdem sie 2022 nur wenige Turniere bestritten hatte, gewann sie Anfang 2023 bei den deutschen Meisterschaften. Bei den Weltmeisterschaften 2023 in Doha erreichte sie das Finale und gewann die Silbermedaille hinter der Japanerin Saki Niizoe.

## Privatleben
Giovanna Scoccimarro ist Kauffrau für Büromanagement bei Volkswagen.